# Стэнли, Уильям (1548—1630)
Сэр Уильям Стэнли (англ. William Stanley; 1548, предположительно Хутон, Чешир, Королевство Англия — 3 марта 1630, Гент, Испанские Нидерланды) — английский аристократ, представитель нетитулованной ветви знатного рода Стэнли. При королеве Елизавете 15 лет служил в Ирландии, участвовал в войне с Испанией. Из-за своих симпатий католикам перешёл на сторону испанцев, из Брюсселя руководил заговорами и мятежами рекузантов. В конце жизни безуспешно пытался добиться разрешения на возвращение домой.

## Биография
Уильям Стэнли принадлежал к старшей ветви аристократического рода Стэнли, представители которой владели землями в Чешире. Его сородичи заседали в Палате лордов как графы Дерби. Уильям родился в 1548 году (предположительно в поместье Хутон) в семье сэра Роуленда Стэнли и Маргарет Олдерси. Его отец обладал большим влиянием в Чешире, некоторое время был шерифом этого графства, а к моменту смерти в 1612 году стал старейшим рыцарем Англии.
Юного Стэнли воспитывали как католика, хотя формально он, как и его отец, принадлежал к англиканской церкви. В возрасте 12 лет его женили на 10-летней Энн Даттон, но спустя пять лет этот брак был расторгнут (1565). Некоторое время Уильям служил своему дальнему родственнику Эдуарду Стэнли, 3-му графу Дерби. В 1567 году он уехал на континент и вступил в армию герцога Альбы, действовавшую в Нидерландах, а в 1570 году отправился в Ирландию. Там, служа в рядах английской армии, Стэнли провёл (с несколькими короткими перерывами) 15 лет. В 1579 году он был посвящён в рыцари, в 1583 году стал констеблем Каслмейна, в 1584 — шерифом Корка (хотя просил назначить его президентом Коннахта). В отсутствие президента Манстера сэр Уильям некоторое время управлял этим регионом и жёстко действовал против повстанцев, повесив, согласно его донесению в Англию, 300 человек. В целом он продемонстрировал в Ирландии выдающиеся храбрость и рвение, хотя его врагами были единоверцы, защищавшие от англичан свою религию.
К моменту возвращения в Англию в октябре 1585 года Стэнли явно разочаровался в правительстве. Долгая служба, полная опасностей и лишений, ничего ему не принесла: сэра Уильяма обошли при разделе земель, конфискованных у знатных ирландских повстанцев, тогда как некоторые люди, не имевшие заслуг, получили огромные владения. К тому же Стэнли был недоволен преследованиями английских католиков и сочувствовал тем единоверцам, которые надеялись захватить власть и восстановить в стране старую религию. Находясь в Лондоне, он тайно встречался с иезуитами, переписывался с испанцами и с Филиппом Говардом, 20-м графом Арунделом, находившимся тогда в Тауэре. Сэр Уильям знал о заговоре Бабингтона, целью которого было возведение на английский престол Марии Стюарт. Он должен был во главе набранного в Ирландии отряда в 1400 человек отплыть в Нидерланды, на соединение с графом Лестером, но долго откладывал отъезд, надеясь дождаться убийства королевы или прибытия испанского флота. Когда Стэнли всё же пришлось отправиться на континент, он решил при первом же удобном случае перейти на сторону испанцев.
Стэнли присоединился к Лестеру в августе 1586 года. Он храбро сражался при Зютфене, где был смертельно ранен Филип Сидни (22 сентября), в октябре совместно с сэром Уильямом Пелхэмом взял город Девентер и был назначен его губернатором с гарнизоном в 1200 человек (в основном ирландцев-католиков). Перед отбытием в Англию Лестер наделил сэра Уильяма широкими полномочиями, позволявшими действовать независимо от нового главнокомандующего, Джона Норриса. Вскоре после этого, 29 января 1587 года, Стэнли перешёл на сторону испанцев и сдал им Девентер; почти весь гарнизон его поддержал. Известно, что королева Елизавета накануне этих событий решила назначить сэра Уильяма наместником Ирландии, пожаловать ему титул и новые владения.
Наместник Испанских Нидерландов Александр Пармский назвал поступок Стэнли абсолютно бескорыстным. Сэр Уильям действительно практически ничего не получил за свой переход на сторону Испании, хотя иезуиты призывали Александра, короля Филиппа II и папу римского наградить его. В последующие годы в Англии боялись, что Стэнли возглавит испанский десант на Британских островах. Сэр Уильям после некоторых колебаний действительно начал поддерживать рекузантов, отстаивать права на престол своего кузена Фердинандо Стэнли, 5-го графа Дерби, и предлагать испанцам разного рода проекты, связанные со свержением Елизаветы. Однако те относились к нему настороженно и не прибегли к его помощи ни в связи с плаванием Непобедимой армады (1588), ни в связи с десантом в Ирландии (1601).
Ирландский полк Стэнли уменьшился из-за недостатка финансирования, дезертирства и мятежей и в результате был расформирован в 1597 году. В 1602 году сэр Уильям стал членом военного совета при эрцгерцоге Альбрехте, наместнике Испанских Нидерландов. После смерти Елизаветы в 1603 году Стэнли направил своего офицера Гая Фокса вместе с посланником английского рекузанта Роберта Кейтсби в Испанию, чтобы посоветовать Филиппу II не заключать мир с Яковом I и посоветовать Милфорд-Хейвен как удобное место для высадки армии в Британии. Мир всё же был заключён (1604). Предположительно вскоре после этого сэр Уильям начал переговоры с английскими властями о помиловании. Фокс в 1605 году примкнул к Пороховому заговору, и сэра Уильяма тоже подозревали в соучастии. Испанцы даже на время арестовали Стэнли, но 30 января 1606 года с него были сняты все обвинения.
Последние годы сэр Уильям провёл в безвестности, рассорившись с иезуитами и тщетно добиваясь разрешения вернуться на родину. Известно, что в 1624 году ему пришлось ехать в Мадрид, чтобы добиться пенсии, которую перед этим ему не платили шесть лет. Он умер в Генте 3 марта 1630 года и был похоронен в церкви Богоматери в Мехельне.

## Семья
Сэр Уильям был женат на Элизабет Эгертон, дочери Джона Эгертона из Эгертона. В этом браке родились двое сыновей (старшего звали Уильям) и три дочери. Внук, тоже Уильям, унаследовал семейные владения, а его сын с тем же именем в 1661 году получил титул баронета. Потомство Стэнли по мужской линии существовало до 1893 года, когда умер 12-й баронет Стэнли из Хутона.

## В культуре
Уильям Стэнли стал персонажем британского мини-сериала «Порох» (2017), где его сыграл Роберт Гвиллим.